# 福岡県道802号黒木大牟田線
福岡県道802号黒木大牟田線（ふくおかけんどう802ごう くろぎおおむたせん）は、福岡県八女市から大牟田市に至る一般県道である。

## 概要
八女市黒木町北木屋から大牟田市に至る。ただし、実際には大牟田市に至ることはできない

### 路線データ
- 起点：福岡県八女市黒木町北木屋（黒木中学校前交差点、国道442号交点）
- 終点：福岡県大牟田市（終点未確定）
- 実延長：3.4 km

## 歴史
- 1997年（平成9年） - 路線認定。

それまで県道802号であった黒木平公園線（グリーンピア八女の入口交差点から国道442号に至る路線）を廃止し、路線を延長するかたちで新たに認定したもの。道路区域も、黒木平公園線として供用されていた部分と同一内容で決定されており、新たな区域の決定はなされていない。

## 地理

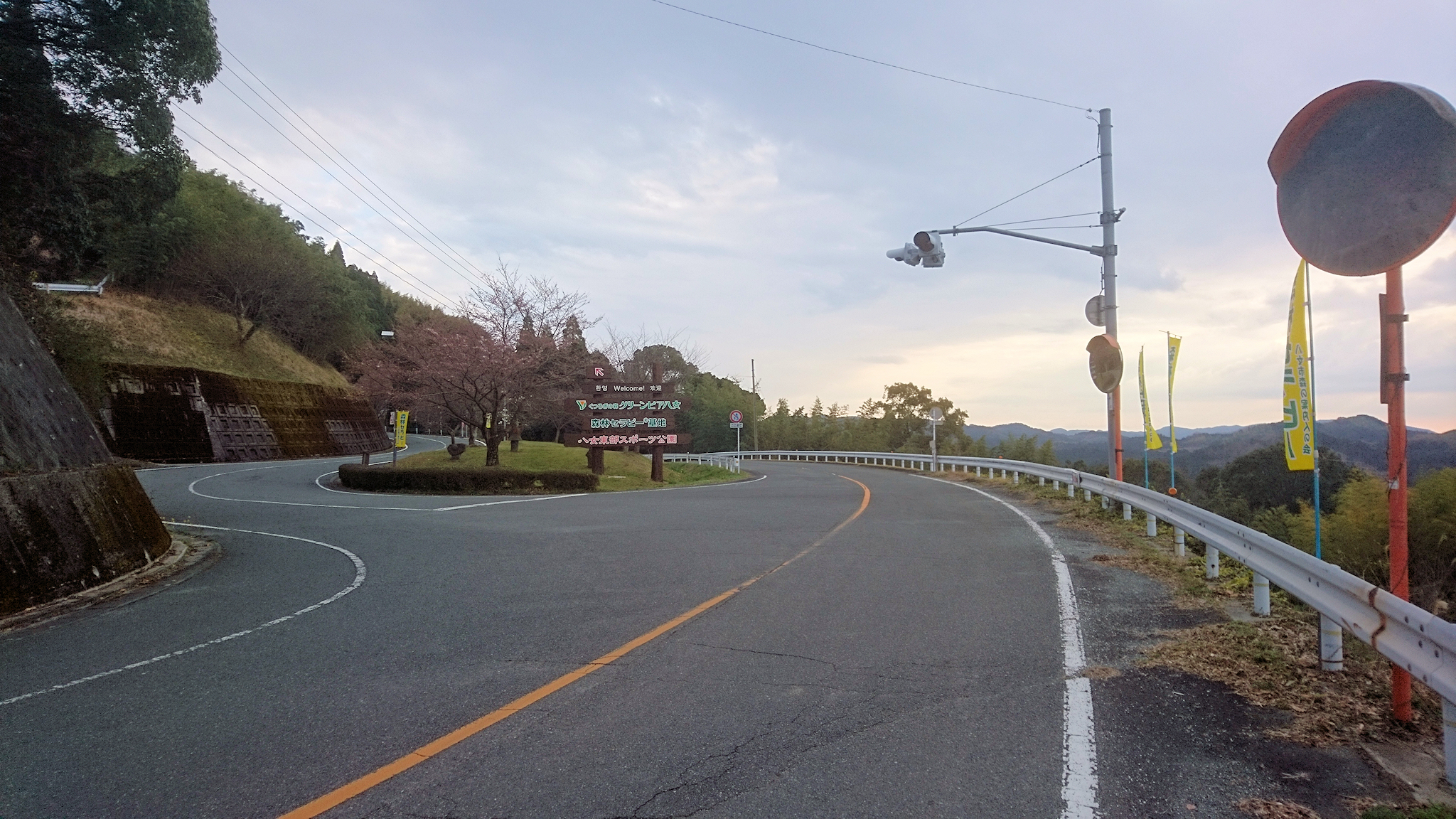
県管理区間終点付近【】
（左はグリーンピア八女への通路）

### 通過する自治体
- 八女市

### 交差する道路
| 交差する道路                                               | 交差する場所 | 交差する場所              |
| ---------------------------------------------------------- | ------------ | ------------------------- |
| 国道442号 福岡県道・大分県道・熊本県道115号八女小国線 重複 | 黒木町北木屋 | 黒木中学校前交差点 / 起点 |

### 沿線
- 八女市立黒木中学校
- 矢部川
- グリーンピア八女